# Jeremy Vennell
Jeremy Raymond Vennell, né le 10 juin 1980 à Hastings, est un coureur cycliste néo-zélandais.

## Palmarès
- 2002
  - 2e du Lake Taupo Cycle Challenge
- 2005
  - 6e étape du Tour de Southland (contre-la-montre)
  - 3e du championnat de Nouvelle-Zélande du contre-la-montre
- 2006
  - 3e du Tour de Southland
- 2007
  - 3eb et 4e étapes du Tour de Southland
- 2009
  -  Champion de Nouvelle-Zélande du contre-la-montre
  - 6e étape du Tour de Wellington (contre-la-montre)
  - 3e de la Joe Martin Stage Race
- 2010
  - 1re étape de la Sea Otter Classic
  - 3e étape de la Fitchburg Longsjo Classic (contre-la-montre)
  - 1re étape du Tour de Southland (contre-la-montre par équipes)
  - 2e du championnat de Nouvelle-Zélande du contre-la-montre
  - 3e de la Joe Martin Stage Race
  - 3e de la Fitchburg Longsjo Classic
- 2011
  - Prologue du Tour de Southland (contre-la-montre par équipes)
  - 2e de la Joe Martin Stage Race
  - 3e de la Cascade Classic
  - 3e du Tour de Nez
- 2012
  - REV Classic
  - 3e du Tour of the Battenkill

## Classements mondiaux
| Année            | 2005   | 2006 | 2007 | 2008 | 2009 | 2010 | 2011 | 2012 |
| ---------------- | ------ | ---- | ---- | ---- | ---- | ---- | ---- | ---- |
| UCI Asia Tour    | 129e   |      |      |      | 184e |      | 385e | 148e |
| UCI Europe Tour  | 1 059e |      |      |      |      |      |      |      |
| UCI Oceania Tour | 16e    | 11e  | 13e  | 13e  | 7e   | 43e  |      | 33e  |